# Campanula pulvinaris
Campanula pulvinaris är en klockväxtart som beskrevs av Heinrich Carl Haussknecht och Joseph Friedrich Nicolaus Bornmüller. Campanula pulvinaris ingår i släktet blåklockor, och familjen klockväxter. Inga underarter finns listade i Catalogue of Life.